# 梅雨 (台湾)
在台湾，梅雨是每年5、6月间出现的一个雨季。在中国大陆—日本—韩国一带的6、7月间，中国江南适逢梅子成熟季节，故将该雨季称为“梅雨”，又因器物易发霉，故又称“霉雨”。台灣至中國大陆華南地區的雨季在这一雨季之前，在中国大陆为“华南前汛期”，在台湾，自二战以後借用了“梅雨”一词来称呼。本条目所说的“梅雨”如未特别说明，均指台湾5、6月间的雨季，而非中国大陆—日本—韩国一带6、7月间、自台湾梅雨结束之后开启的雨季。
梅雨季由大陸冷氣團與太平洋暖氣團在華南至台灣、琉球一帶相遇并形成准静止锋而形成。且在准静止锋上，常有低压生成，伴随中到大雷阵雨。

## 定義
中華民國中央氣象署泛稱5月至6月為梅雨季，但氣象學者出於研究需要，對於入梅（梅雨開始）與出梅（梅雨結束）的日期就有較嚴謹規範。
目前較被廣泛接受的定義為：連續四天以上降雨。四天的平均日雨量超過9毫米的第一天（日雨量9毫米是台灣北部地區五、六月的氣候平均日雨量），即為「入梅」的日期；而滿足上述條件的最後一個梅雨個案的次一天，即為「出梅」的日期。根據以上標準，梅雨期間可以有不下雨的日子，也可以是雨量較少的日子。例如5/15~20分別下了10、0、15、10、5、10毫米，則5/17就是入梅時間（因為5/16沒有下雨）。
根據氣象局針對1949~2016年梅雨季所做的統計，在台灣，平均在5/17入梅、標準差為7天（也有說法是5/15或16，因統計時間不同），因此5/10~5/24之間入梅都算正常。
大尺度環流特徵
梅雨監測是看水平、垂直風切值何時同時轉負為正，通常同時出現正值時就是梅雨季強降雨期開始的時候。水平風切即氣旋式風切，通常在此季節就是指鋒面低壓系統。「巴士海峽的氣壓減去華南地區氣壓」，意味這之間的氣壓分布是否具有西風分量，代表在兩區域間（即台灣周遭），存在一條鋒面或低壓氣旋系統，是台灣在梅雨季降雨時期的最基本天氣配垂直風切
垂直風切的定義就是「高空風減去低空風的差異」，由於冬天台灣「高空」附近吹很強的西風，又加上大半個東亞地區「低空」受東北季風影響，因此菲律賓一帶的垂直風切很明顯地具有西風分量。但隨著時間漸漸進入暖季，「高空」西風帶退離台灣，回到北方，而「低空」東北季風減弱，取而代之的是西南季風北上，垂直風切會漸漸地轉成具有東風分量的風切，所以垂直風切方向調轉，可視為季節轉換的指標。

## 出现规律

### 正常
梅雨开始的日子稱为“入梅”或“立梅”，结束那天为“出梅”或“断梅”。梅雨開始的時間，大致上緯度越高則時間越晚。臺灣梅雨季節大約是在5月中旬入梅，6月中旬出梅。

### 反常

#### 空（短）梅
每一年梅雨的范围、持续时间以及雨量都有很大的不同，在某些应该出现梅雨的地方，某些年份如果没有梅雨或降雨很少，现象称为「空梅」或“短梅”。出现空（短）梅的年份容易发生伏旱。

#### 倒黄梅
又称重梅。黄梅雨季过后，通常天气放晴进入炎炎盛夏。如果这个时候又转成阴雨绵绵，仿佛又回到梅季，就称为“倒黄梅”，是由于雨带重新南压所致。最多可长达10天左右。民间俗谚有云“小暑一声雷，倒转做重梅。”台灣在2015年八月底到九月初，亦發生重梅現象，緊接著入秋第一道鋒面報到。2016年更在秋颱來臨前發生史上最晚的九月重梅。

#### 早/迟梅
如果一个地区入梅和出梅的时间均较早或较晚，则被称为早梅或迟梅。

#### 特长梅
指的是一个地区梅雨期较往年偏长、降水量明显偏多的情况。如果一个年份的季风偏弱，雨带停滞在台湾一带，就容易发生特长梅，引发洪涝灾害。特长梅的总降雨量最多可达1500-2000毫米。

#### 二度入梅
5月、6月天氣型態多變，鋒面會在台灣上空擺盪，通常先由緯度較低的南部擺盪到北部，又再回到南部。先前預期模式顯示，副熱帶高壓較強，研判鋒面不會再往南走，將慢慢進入夏季天氣型態，不過有時候副熱帶高壓變弱，導致鋒面往南，形成「二度入梅」的現象。

## 相關研究
為了解梅雨鋒面系統如何帶來豪雨，以改進天氣預報的技術、減少災害的損失，行政院國科會自1983~1993年間推動了為期十年的「台灣地區中尺度實驗」（TAMEX：Taiwan Area Mesoscale Experiment）計畫，並邀集國內外近百位科學家，針對梅雨鋒面、中尺度對流天氣系統以及地形效應，於1987年五月一日~六月三十日在台灣及鄰近海域進行13次海陸空聯合的密集觀測實驗，隨後並進行5年的後續科學研究。
經過了將近15年，在學術界與作業單位共同努力及合作之下，除了更加了解梅雨期的中尺度天氣系統和過程以外，也有系統的在國內外一流的學術期刊中發表將近百篇研究論文，最後更進一步將科學研究成果轉化成改進預報作業的方法與技術，中央氣象局現行使用的「即時天氣預報系統（WINS）」的建立就是其中最明顯的例子。
民國八十二年以後，兩岸政治環境產生了顯著變化，兩岸氣象界經由互訪交流及討論，已經將華南前汛期及台灣地區的梅雨期豪雨問題同時列為雙方共同研究的課題，並規劃於1998年五至六月間在海峽兩岸及鄰近地區，進行密集的氣象實地觀測實驗，即「華南及台海地區中尺度實驗HUAMEX（HUAnan and Taiwan area Mesoscale Experiment）」，針對梅雨期（华南前汛期）的豪雨問題，進行資料蒐集、資料交換、基礎科學研究以及預報技術發展等合作工作。